# Manfred Briebach
Manfred Briebach (* 23. Juni 1950) ist ein ehemaliger deutscher Fußballspieler. Für den 1. FC Magdeburg spielte er in der DDR-Oberliga, der höchsten Spielklasse im DDR-Fußball. Briebach war Junioren-Nationalspieler der DDR.

## Sportliche Laufbahn
Bis 1966 spielte Manfred Briebach bei der Betriebssportgemeinschaft (BSG) Lok Güsten. Zur Saison 1966/67 wurde er zusammen mit seinem Bruder Lothar zum Fußballschwerpunkt der Region, dem 1. FC Magdeburg, delegiert. 1967 wurde er in den Kader der DDR-Juniorennationalmannschaft aufgenommen und bestritt von Mai bis September 1967 vier U-18-Länderspiele, in denen er als Mittelfeldspieler eingesetzt wurde. Im Männerbereich spielte Briebach hauptsächlich in der 2. Mannschaft des FCM. Als der FCM II 1969/70 in der zweitklassigen DDR-Liga vertreten war, absolvierte Briebach 22 der 30 Punktspiele und konnte fünf Tore erzielen. In der Oberligamannschaft absolvierte er nur drei Spiele in der Spielzeit 1969/70. Nur einmal stand er für 67 Minuten als Mittelfeldspieler in der Startelf, in den beiden anderen Partien kam er erst in der 46. bzw. 66. Minute in die Mannschaft. In derselben Saison spielte der FCM im Europapokal der Pokalsieger. Im Hinspiel der 1. Runde gegen MTK Budapest (1:0) wurde Briebach in der 57. Minute eingewechselt.
Im Sommer 1970 wechselte Briebach zum DDR-Ligisten BSG Lok Stendal. Dort kam er in seiner ersten Saison 1970/71 nur in neun Punktspielen der Hinrunde zum Einsatz. Im November 1970 wurde er für 18 Monate zum Militärdienst eingezogen. Nach seiner Rückkehr nach Stendal bestritt er 1972/73 nur vier DDR-Liga-Spiele. Erst in der Saison 1974/75 gelang es ihm, zum Stammspieler zu werden. Diesen Status konnte er mit Ausnahme der Spielzeit 1976/77 (9 Spiele) bis 1980 verteidigen. Als Lok Stendal nach dem Abstieg 1977/78 nur in der drittklassigen Bezirksliga vertreten war, erwähnte das Deutsche Sportecho Briebach als für den sofortigen Wiederaufstieg entscheidenden Mittelfeldspieler. Seine letzte DDR-Liga-Saison für Lok Stendal absolvierte Briebach 1981/82, in der er nur noch fünfmal aufgeboten wurde. Anschließend beendete er seine Laufbahn als Fußballspieler im Leistungsbereich. In seinen zehn Spielzeiten für Lok Stendal in der DDR-Liga hatte er 131 Punktspiele bestritten und elf Tore erzielt.